# Ulica Jana Matejki w Katowicach
Ulica Jana Matejki w Katowicach (do 1922 i w latach 1939–1945 Nikolaistraße) – jedna z ulic w katowickiej dzielnicy Śródmieście. Rozpoczyna swój bieg od placu Wolności. Biegnie około 120 metrów do skrzyżowania z ulicą Sądową, ulicą Mikołowską i ulicą Juliusza Słowackiego.

## Opis

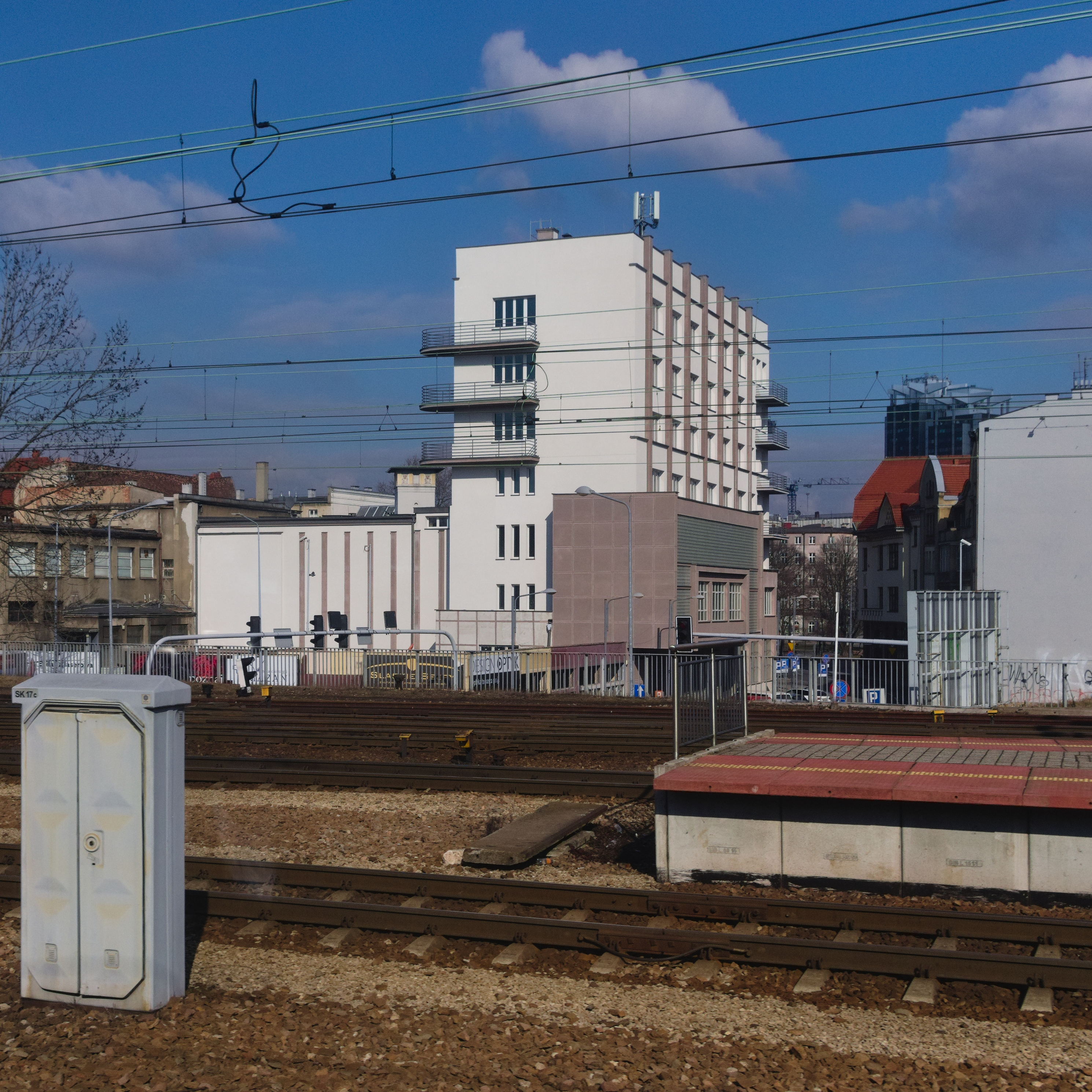
Dawny Dom Powstańca Śląskiego (2022)

Przy ulicy Jana Matejki 2 i 4 znajdują się zabytkowe budynki, wpisane do rejestru zabytków 17 czerwca 1988 (nr rej.: A.1369/88). Wzniesiono je na początku XX wieku w stylu secesji. Przy ul. Jana Matejki 3 zlokalizowany jest Dom Powstańca Śląskiego projektu arch. Zbigniewa Rzepeckiego, wybudowany w latach 1936–1937 w stylu funkcjonalizmu. 3 i 4 września 1939 budynek był najsilniejszym punktem oporu przeciwko hitlerowcom. Obrońcy bronili się w nim najdłużej w całym mieście, a wojska niemieckie musiały zdobywać go „piętro po piętrze”. Na jego fasadzie została umieszczona tablica upamiętniająca obrońców Katowic: powstańców śląskich i harcerzy. Do 2002 działało w budynku Kino Zorza (sala kinowa została otwarta w 1938).
W latach 2014–2015 wyburzono kamienicę przy ul. J. Matejki 8. W 2019 wyburzono willę na tyłach domu powstańca, pochodzącą z IV ćwierci XIX w.
Do 1922 i w latach 1939–1945 ulica nosiła nazwę Nikolaistraße (część ulicy Mikołowskiej). W czasie wojny obronnej w 1939 obrońcy pod dowództwem kaprala Hińczuka obsadzili budynek gimnazjum na rogu ul. 3 Maja i Placu Wolności, z którego ostrzeliwali wojska niemieckie wkraczające ulicą Jana Matejki.
Przy ul. Jana Matejki swoją siedzibę mają: przedsiębiorstwa wielobranżowe, Bielsko-Częstochowsko-Katowickie Stowarzyszenie Pośredników w Obrocie Nieruchomościami, kancelarie notarialne i adwokackie, prywatna praktyka psychoterapeutyczna, Stowarzyszenie Przyjaciół Dzieci Słońca, Śląskie Centrum Podatków Sp. z o.o.
Ulicą kursują autobusy ZTM.